# Scheloribates praeincisus
Scheloribates praeincisus är en kvalsterart som först beskrevs av Berlese 1910.  Scheloribates praeincisus ingår i släktet Scheloribates och familjen Scheloribatidae.

## Underarter
Arten delas in i följande underarter:
- S. p. praeincisus
- S. p. acuticlava
- S. p. atlanticus
- S. p. cubanus
- S. p. interruptus
- S. p. sandvicensis
- S. p. tenuiseta